# Розенхайм
Розенхайм или Розенгейм (нем. Rosenheim, бав. Rousnam, Rosnheim, Roasnham) — город в Баварии (Германия), стоит на слиянии рек Инн и Мангфаль. Административный центр района Розенхайм, но не является его частью. Недалеко от города расположено живописное озеро Кимзее.
Население города составляет около 64 000 человек (2022). Розенхайм расположен на высоте 446 м над уровнем моря и занимает площадь 37,22 км².

## История
Замок Розенхайм, известный по документам с 1234 года, возник на месте римского лагеря. Поселение при замке служило важной пристанью на реке Инн и в 1328 году стало местом проведения ярмарки. Тридцатилетняя война принесла в эти места разруху, и дальнейшее развитие Розенхайма застопорилось до середины XIX века.
Начиная с 1850-х гг. Розенхайм превращается в один из крупнейших железнодорожных узлов на территории Баварии. В 1864 г. получает статус городского поселения. На рубеже XIX и XX вв. центр города был застроен домами в духе эклектики и югендштиля. Розенхайм понёс значительный урон в годы Второй мировой войны от бомбардировок союзников.

## Население
По оценке на 31 декабря 2015 года население межрайонного города (городской общины) Розенхайм составляет 61 844 чел. 

| Дата      | 1840 | 1871 | 1900  | 1925  | 1939  | 1950  | 1961  | 1970  | 1987  | 2011  |
| --------- | ---- | ---- | ----- | ----- | ----- | ----- | ----- | ----- | ----- | ----- |
| Население | 4729 | 7557 | 16744 | 20781 | 26117 | 36193 | 39760 | 46018 | 53155 | 59329 |

| Год       | 1960  | 1970  | 1980  | 1990  | 2000  | 2009  | 2010  | 2011  | 2012  | 2013  | 2014  | 2015  |
| --------- | ----- | ----- | ----- | ----- | ----- | ----- | ----- | ----- | ----- | ----- | ----- | ----- |
| Население | 39652 | 46740 | 51604 | 56340 | 58908 | 60877 | 61299 | 59543 | 59935 | 60464 | 60889 | 61844 |

## Достопримечательности
- Неофициальный символ города — приходская церковь Св. Николая (1450) с 65-метровым шпилем и характерным для этих мест луковичным куполом (1641).
- Ридергартен (нем. Riedergarten) — ботанический сад в центре города с аптекарским огородом, созданный в 1729 г. местным фармацевтом Йоханом Ридером (нем. Johann Rieder). Территория сада продана городу в 1925 г. для публичного пользования с условием, что будет использована по предыдущему назначению. В 2002 году на территории сада произведена реконструкция, обновлен аптекарский огород.

## В культуре
- Проездом из Розенхайма — комедия 1987 года, которая имела успех во всём мире

## Известные уроженцы
- Геринг, Герман (1893—1946) — главнокомандующий Люфтваффе в Третьем рейхе.
- Томчик, Мартин (род. 1981) — немецкий автогонщик.

## Города-побратимы
- Бриансон, Франция, с 1974
- Лацизе, Италия, с 1979